# Zbójecka Góra (Kotlina Rabczańska)
Zbójecka (nazwa oboczna Zbójecka Góra, 644 m)– wzniesienie w Kotlinie Rabczańskiej. Znajduje się w obrębie miejscowości Rabka-Zdrój, Skomielna Biała i Skawa, granice między tymi miejscowościami przebiegają południowo-zachodnim podnóżem Zbójeckiej Góry.
Zbójecka Góra jest w większości porośnięta lasem, ale jej wierzchołek oraz należące do Skawy stoki południowe są bezleśne, zajęte przez pola tej miejscowości. Południowymi stokami Zbójeckiej Góry, omijając jej wierzchołek prowadzi Główny Szlak Beskidzki. Dzięki otwartym terenom pól ze stoków Zbójeckiej Góry rozciąga się szeroka panorama widokowa. Dawniej na szczycie góry (jeszcze w latach 60. XX wieku) stała drewniana wieża triangulacyjna, zbutwiała jednak i nie ma już po niej śladu.
Nazwa góry pochodzi od tego, że dawniej w jej lasach zbójnicy urządzali zasadzki na bogatych kupców. Tędy bowiem, przez Skomielną Białą prowadził w XVIII wieku trakt handlowy łączący Węgry z Krakowem. Obecnie prowadzi tędy szosa zakopianka.

## Szlaki turystyki pieszej
Jordanów – Zbójecka Góra – Rabka-Zdrój (Główny Szlak Beskidzki).